# 12 avril 1992
Le dimanche 12 avril 1992 est le 103e jour de l'année 1992.

## Naissances
- Agata Trzebuchowska, actrice polonaise
- Alyssa Thomas, joueuse de basket-ball américaine
- Chad le Clos, nageur sud-africain
- Dejan Malinović, handballeur bosnien
- Giorgio Cantarini, acteur italien
- Kevin Feiereisen, coureur cycliste luxembourgeois
- MadeinTYO, rappeur américain
- Nick Golterman, acteur néerlandais
- Vitaly Dunaytsev, boxeur russe

## Décès
- Ettore Gracis (né le 24 septembre 1915), chef d'orchestre
- François Lescure (né le 1er avril 1920), journaliste français
- Georg Haentzschel (né le 23 décembre 1907), musicien allemand
- Walther Hinz (né le 19 novembre 1906), personnalité politique allemande

## Événements
- Élection présidentielle malienne de 1992
- Ouverture au grand public du parc d'attractions et complexe Disneyland Paris sous son nom inaugural d'"Euro Disney(land) resort" à Marne-la-Vallée en Île-de-France (le premier parc Disney sur le continent européen) avec pour premier dirigeant Bob Fitzpatrick.
- La chaîne de télévision privée franco(phone)-italienne diffusée pour la première fois sur un récent 5e réseau français hertzien La Cinq cesse définitivement ses émissions à minuit. Son canal sera réattribué à la chaîne publique éducative La Cinquième devenue depuis France 5.
- Début de championnats d'Europe de badminton 1992
- Fin de la série télévisée Marshall et Simon
- Création de la ville canadienne de Norman Wells
- Paris-Roubaix 1992
- Fin du tour de Colombie 1992
- Fin du tournoi de tennis d'Amelia Island (WTA 1992)
- Fin de l'open du Japon 1992
- Création de l'Union nationale pour la démocratie et le renouveau au Tchad